# 2002 у футболі
Нижче наведені футбольні події 2002 року у всьому світі.

## Події
- Відбувся сімнадцятий чемпіонат світу, перемогу на якому здобула збірна Бразилії.
- Відбувся двадцять третій кубок африканських націй, перемогу на якому здобула збірна Камеруну.

## Засновані клуби
- Севастополь

## Національні чемпіони
- Англія: Арсенал (Лондон)
- Аргентина
  - Клаусура: Рівер Плейт
  - Апертура: Індепендьєнте (Авельянеда)
- Бразилія: Сантус
- Італія: Ювентус
- Іспанія: Валенсія
- Нідерланди: Аякс (Амстердам)
- Німеччина: Боруссія (Дортмунд)
- Парагвай: Лібертад
- Португалія: Спортінг (Лісабон)
- Україна: Шахтар (Донецьк)
- Уругвай: Насьйональ (Монтевідео)
- Франція: Олімпік (Ліон)
- Швеція: Юргорден
- Шотландія: Селтік